# Røst
Røst is de kleinste gemeente van de Lofotenarchipel in de Noorse provincie Nordland. De gemeente telde 535 inwoners in januari 2017. De gemeente kreeg haar gemeentewapen op 28 november 1986. De drie aalscholvers verwijzen naar een lokale legende waarin drie broeders zich kunnen veranderen in aalscholver.

## Ligging
De gemeente Røst maakt deel uit van de eilandengroep Lofoten. Ze ligt 115 km boven de poolcirkel en op 100 km van Bodø en bestaat uit 365 eilanden, riviereilanden en riffen. Het administratief centrum van de gemeente is Røstlandet op het gelijknamige eiland. Røstlandet is het grootste eiland, waarvan het hoogste punt slechts 12 meter boven de zeespiegel ligt. Weiland, moerassen en meren kenmerken het. Het staat in schril contrast met Storfjellet of Vedøya, eilanden ten zuidwesten van Røstlandet, die een hoogte van 259 meter bereiken. Hier treft men een kwart van de zeevogelpopulatie van Noorwegen aan. In 1992 telde men er liefst 2.5 miljoen volwassen vogels.

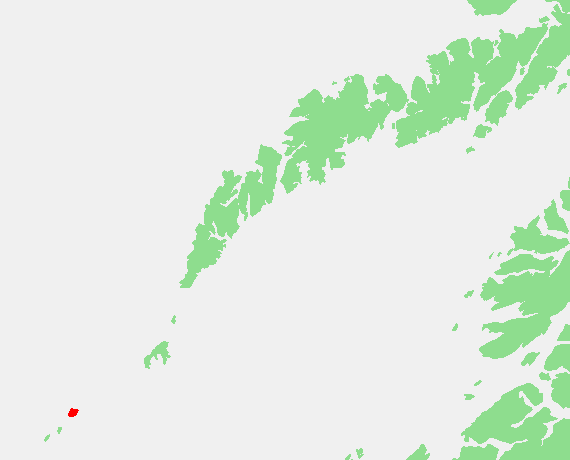
Kaartje

## Verkeer
- Kato Air verzorgt dagelijks twee vluchten (25 minuten) naar Bodø, het verkeersknooppunt van Noord-Noorwegen.

- Driemaal in de week is er een ferryverbinding met Bodø (4½ uur), Værøy (3½ uur) en Moskenes (3½ uur).

## Bijzonderheden

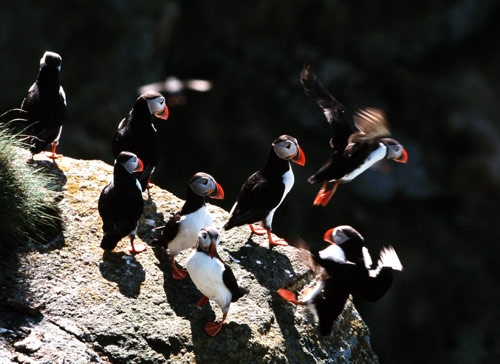
Atlantische papegaaiduikers; Røst heeft de grootste kolonie zeevogels van Noorwegen.

- In de kerk van het eiland Røstlandet bevindt zich een triptiek die geschonken zou zijn door een Nederlandse prinses Elisabeth. Hiermee bedankte ze in 1520 de Heer voor haar redding tijdens een zeestorm. Men kan er de ruïnes zien van de kerk die in 1839 in steen opgetrokken werd nadat een storm in 1835 de houten kerk verwoest had. De dak en de torenspits werden afgewaaid. De spits zelf kan men vandaag nog op het kerkhof aantreffen. De kerk zelf werd in 1900 afgebroken

- Pietro Querini, een Venetiaans edelman, leed op reis van Kreta naar Vlaanderen schipbreuk in de Noordzee. Zijn reddingsboot dreef af om ten slotte met zijn uitgeputte reizigers te stranden op Sandøy, een onbewoond eiland in de nabijheid van Røst. Ze verbleven hier tot de lente van 1434 en keerden dan met een lading stokvis naar Italië terug. Querini liet de paus proeven van de niet gezouten gedroogde vis. De paus vond dit een prima product voor de vleesloze vrijdagen van zijn gelovigen. Tot op heden is Italië een belangrijke afnemer van stokvis. Ook vandaag nog leeft de plaatselijke bevolking hoofdzakelijk van de export van stokvis. Historisch gezien is het levendig verhaal van Querini en zijn metgezellen een uniek document dat het leven in Noord-Noorwegen tijdens de Middeleeuwen illustreert.

- Op het eiland Vedøya zijn de overblijfselen te zien van een vroegere nederzetting. Vermoedelijk was het eiland ooit een vissersplaats.

Alstahaug · Andøy · Beiarn · Bindal · Bø · Bodø · Brønnøy · Dønna · Evenes · Fauske · Flakstad · Gildeskål · Grane · Hadsel · Hamarøy · Hattfjelldal · Hemnes · Herøy · Leirfjord · Lødingen · Lurøy · Meløy · Moskenes · Narvik · Nesna · Øksnes · Rana · Rødøy · Røst · Saltdal · Sømna · Sørfold · Sortland · Steigen · Træna · Værøy · Vågan · Vefsn · Vega · Vestvågøy · Vevelstad

Fylker van Noorwegen